# Крепинський
Крепинський (рос. Крепинский) — селище у Калачевському районі Волгоградської області Російської Федерації.
Населення становить 827  осіб. Входить до складу муніципального утворення Крепинське сільське поселення.

## Історія
Селище розташоване у межах українського історичного та культурного регіону Жовтий Клин.
Згідно із законом від 20 січня 2005 року № 994-ОД органом місцевого самоврядування є Крепинське сільське поселення.

## Населення
| 1859 | 2010 |
| ---- | ---- |
| 152  | ↗827 |